# Liolaemus molinai
Espèce
Statut de conservation UICN

 LC  : Préoccupation mineure
Liolaemus molinai est une espèce de sauriens de la famille des Liolaemidae.

## Répartition
Cette espèce est endémique au nord du Chili.

## Publication originale
- Valladares, Etheridge, Schulte, Manriquez & Spotorno, 2002 : Nueva especie de lagartija del norte de Chile, Liolaemus molinai (Reptilia: Liolaeminae). Revista Chilena de Historia Natural, vol. 75, p. 473-489 (texte intégral).